# Alfred Romero

Alfredo "Alfred" Romero Fernández (Cadiz, Španjolska, 19. studenoga, 1980.) je španjolski pjevač, tekstopisac i glavni vokalist španjolskog simfonijskog metal sastava Dark Moor.

## Životopis
Romerova ljubav za gitarom i bubnjevima je počela kada je imao 16 godina. Proveo je puno vremena vježbajući gitaru, no prijatelji su ga uvjerili da se ostavi gitare i počne pjevati, jer "ima glas legende", što je i napravio.
Počeo je amaterski pjevati s 20 godina. Prvi pjevački uzori bili su mu: Joey Tempest, Roy Khan i Freddie Mercury, a prvi sastavi koje je slušao bili su: Iron Maiden, Europe, Whitesnake i Metallica.
Godine 2003., izabran je za novog vokalista simfonijskog metal sastava Dark Moor.

## Diskografija
Dark Moor
- Dark Moor (2003.)
- Beyond the Sea (2005.)
- Two Originals (Dark Moor / Beyond the Sea) (Kompilacija) (2007.)
- Tarot (2007.)
- Autumnal (2009.)
- Ancestral Romance (2010.)
- The Road Again (Singl) (2013.)
- Ars Musica (2013.)
- The Road Again (Acoustic Version) (Singl) (2014.)
- Project X (2015.)
- Birth of the Sun (Singl) (2018.)
- Origins (2018.)
- 20 Anniversary Live in Madrid (2021.)
- Vivaldi Summer Storm (Singl) (2022.)
- Héroe del Mar (Singl) (2023.)

Gostovanja
- Tribute to a Madman (2004.), Mr. Crowley
- Gauntlet, Path of Nails (2006.), Silver Bullet.
- Edgar Allan Poe. Legado de una Tragedia (2008.), Gato Negro, Alma Errante (Credited on the album as Marcel Hölle (Gravedigger))
- Beto Vázquez Infinity, Existence (2010.), The Temple.
- Anna Fiori, Magna Mater (2013.), Sueños de libertad.
- Edgar Allan Poe. Legado de una Tragedia II (2014.), La antesala del infierno. (Credited on the album as Minos)
- Edgar Allan Poe. Legado de una Tragedia III (2016.), Epitafio del Destino. (Credited on the album as Tanátos)
- Guadaña, Karma (2017.)
- Edgar Allan Poe. Legado de una Tragedia IV (El secreto de los templarios) (2019.), (Credited on the album as Papa Inocencio II)
- Dansu for Mental Health Vol. 2 (2020.) (Credited on the album as Alfredo Romero)
- Amadeüs - El dolor fantasma (2021.)